# 726

726(칠백이십육)은 725보다 크고 727보다 작은 자연수다.

## 수학
- 합성수로, 그 약수는 총 12개다. (1, 2, 3, 6, 11, 22, 33, 66, 121, 242, 363, 726)
  - 726의 진약수의 합은 870이므로, 726은 과잉수다.
- 59번째 불가촉수다. 앞의 불가촉수는 718, 다음은 732이다.
- 11번째 십오각수다. 앞의 십오각수는 595, 다음은 870이다.
- 11번째 오각뿔수다. 앞의 오각뿔수는 550, 다음은 936이다.
- {\displaystyle 67^{11}-1}은 726으로 나누어떨어진다.

## 과학·기술
- IBM 726(영어판): IBM의 자기 테이프 장치.

## 교통

### 철도
- 서울 지하철 7호선 어린이대공원역의 역번호.

### 도로
- 726번 지방도: 전북특별자치도 진안군 백운면에서 동향면까지 이어지는 대한민국의 지방도.

## 군사
- 726 해군 항공대(영어판): 과거 존재한 영국의 해군 항공대.
- AK-726(영어판): 소련에서 개발된 해군 대공포.

## 문화유산
- 대한민국의 보물 제726회: 장관 개국원종공신녹권

## 기타
- 날짜: 7월 26일
- 연도: 726년, 기원전 726년